# وكالة التنمية والتجارة الأمريكية
وكالة التنمية والتجارة الأمريكية هي وكالة مستقلة تابعة لحكومة الولايات المتحدة ، تم تشكيلها في عام 1992 لتعزيز التنمية الاقتصادية والمصالح التجارية للولايات المتحدة في البلدان النامية والمتوسطة الدخل.

## روابط خارجية
- وكالة التجارة والتنمية الأمريكية
- وكالة التجارة والتنمية الأمريكية في السجل الفيدرالي